# Godshuis

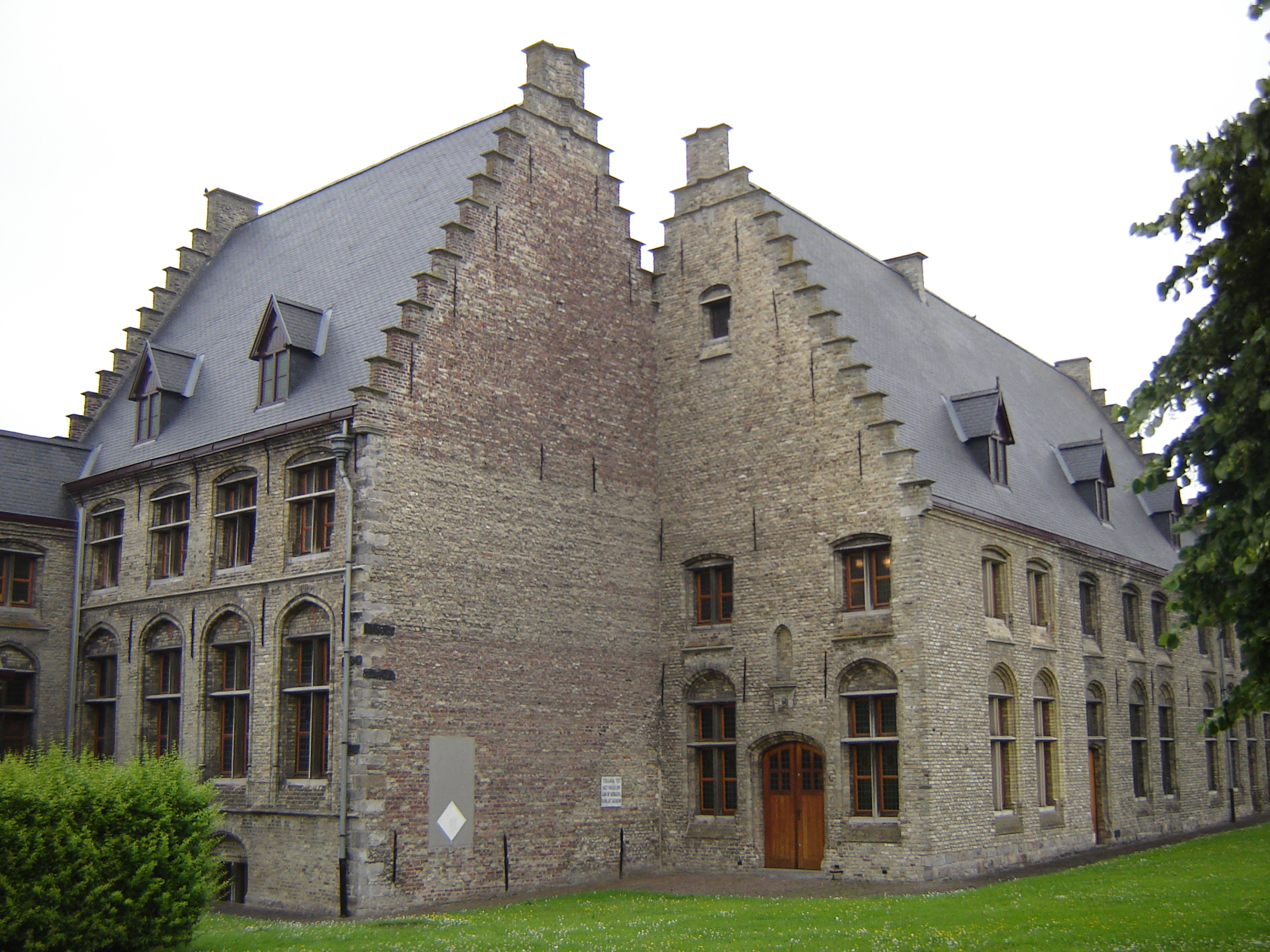
Sint-Jansgodhuis, Ieper

Een godshuis is een liefdadigheidsinstelling waar om godswil armen, zieken, ouderen en wezen worden verzorgd. Vaak worden godshuis en gasthuis als synoniemen gebruikt, waarbij men in Vlaanderen een voorkeur heeft voor godshuis (in het Frans Maison de Dieu, Hôtel-Dieu, Hospice ; Engels Hospice). 

## Ontstaan
Godshuizen ontstonden aanvankelijk als hospitalen aan de stadspoorten, waar arme passanten of kloosterlingen onderdak konden krijgen, soms voor één nacht, wanneer de stadspoorten al gesloten waren. Langzamerhand kregen ze meer functies, zodat onder de noemer godshuizen ook begijnhoven, ziekenhuizen, leprozenhuizen, pesthuizen, oude-mannen en vrouwenhuizen, proveniershuizen, vondelinghuizen en weeshuizen konden geteld worden.
Naarmate de steden ontstaan en zich uitbreiden, wordt het aantal godshuizen in de steden zelf ook steeds talrijker. Onder meer als gevolg van de Reformatie en de godsdienstoorlogen wordt hun financiële positie vanaf de 16e eeuw echter steeds moeilijker. Het verscherpte sociale klimaat en de groeiende armoede droegen er in de 16e eeuw verder toe bij dat de selectie steeds strenger werd, en men zich meer en meer ging toeleggen op meest behoeftigen, de zieken. Daardoor wordt het gasthuis ook meer en meer aanzien als hospitaal of ziekenhuis - ook vandaag worden ziekenhuizen nog vaak gasthuis genoemd. De term godshuis wordt veeleer synoniem van ouderlingenhuis of hospice. (Sinds een aantal jaren wordt de term hospice gebruikt als zorginstelling voor terminale zieken).

## Burgerlijke Godshuizen (Hospices Civils)
Met de Franse Revolutie neemt de staat ten volle zijn verantwoordelijkheid op met betrekking tot de organisatie van de armenzorg. De wetten van 16 vendémiaire en 7 frimaire van het jaar V regelen ook voor België de oprichting en organisatie van de twee organen die met de armenzorg zullen belast worden: de Burgerlijke Godshuizen (Hospices Civils) en de Burelen van Weldadigheid.
- Wie zichzelf niet kan behelpen maar thuis kon geholpen worden viel onder de bevoegdheid van de weldadigheidsburelen;
- Wie niet thuis kan verzorgd worden, bijvoorbeeld vanwege zijn jonge leeftijd, gezondheid of ouderdom, valt onder de bevoegdheid van de Burgerlijke Godshuizen om in hun “hospitalen” opgenomen te worden. In het algemeen gaat het hier dan om de ziekenhuizen (hôpitaux), de tehuizen voor ouderlingen (hospices) en de weeshuizen (orphelinats).

Beide instellingen werden in België in 1925 samengevoegd tot de Commissies van Openbare Onderstand, sinds 1976 de Openbare Centra voor Maatschappelijk Welzijn.

## Godshuizen in België

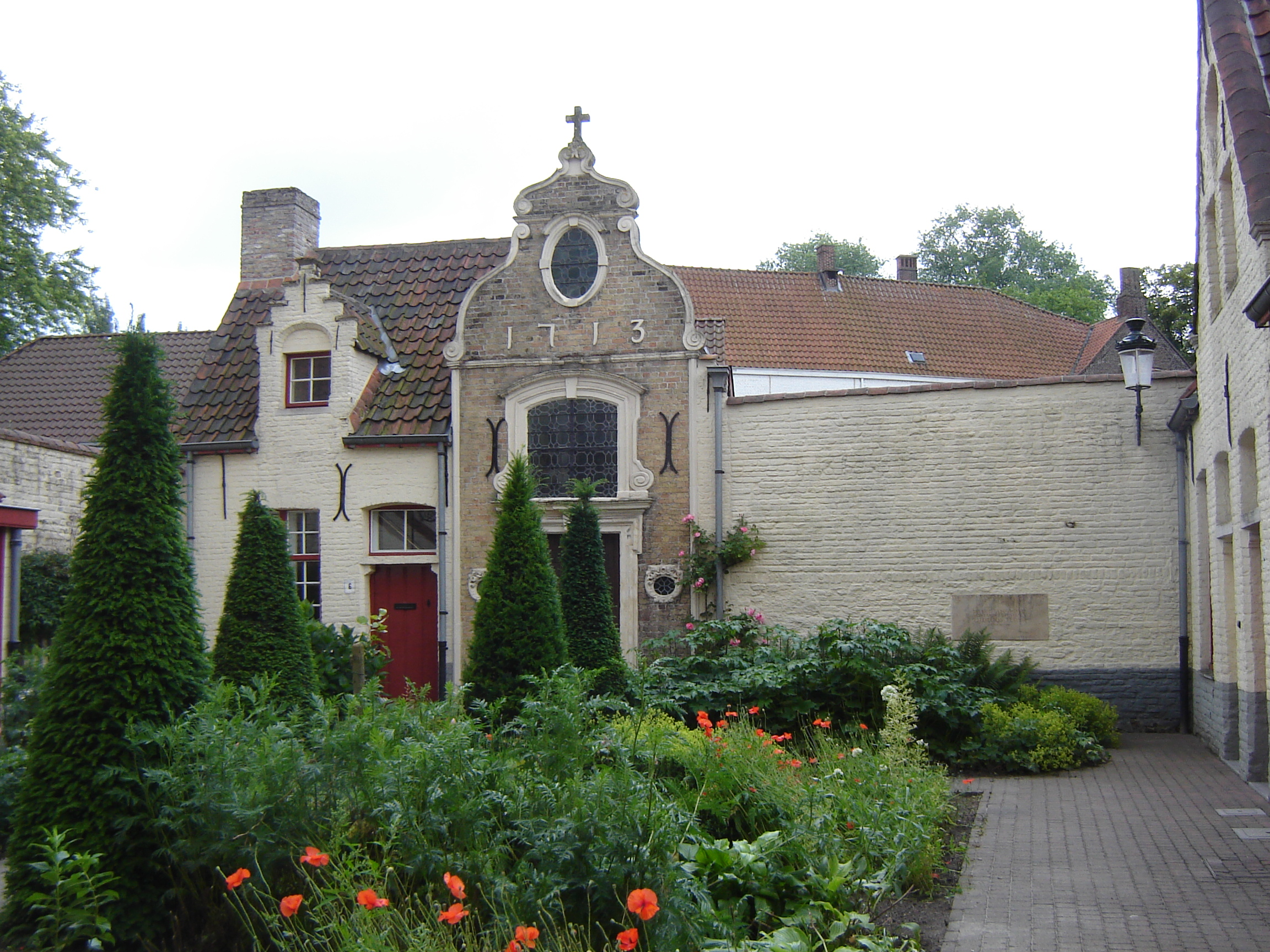
Godshuis De Vos, Brugge

### Brugse godshuizen
In Brugge dateren de oudste godshuisjes uit de 14de eeuw. Er zijn nog meer dan 40 godshuiscomplexen, meestal van het binnenhoftype, wat in Nederland hofje wordt genoemd. Het merendeel, in totaal meer dan 250 woningen, wordt door het OCMW aan bejaarden verhuurd.

### Antwerpse godshuizen

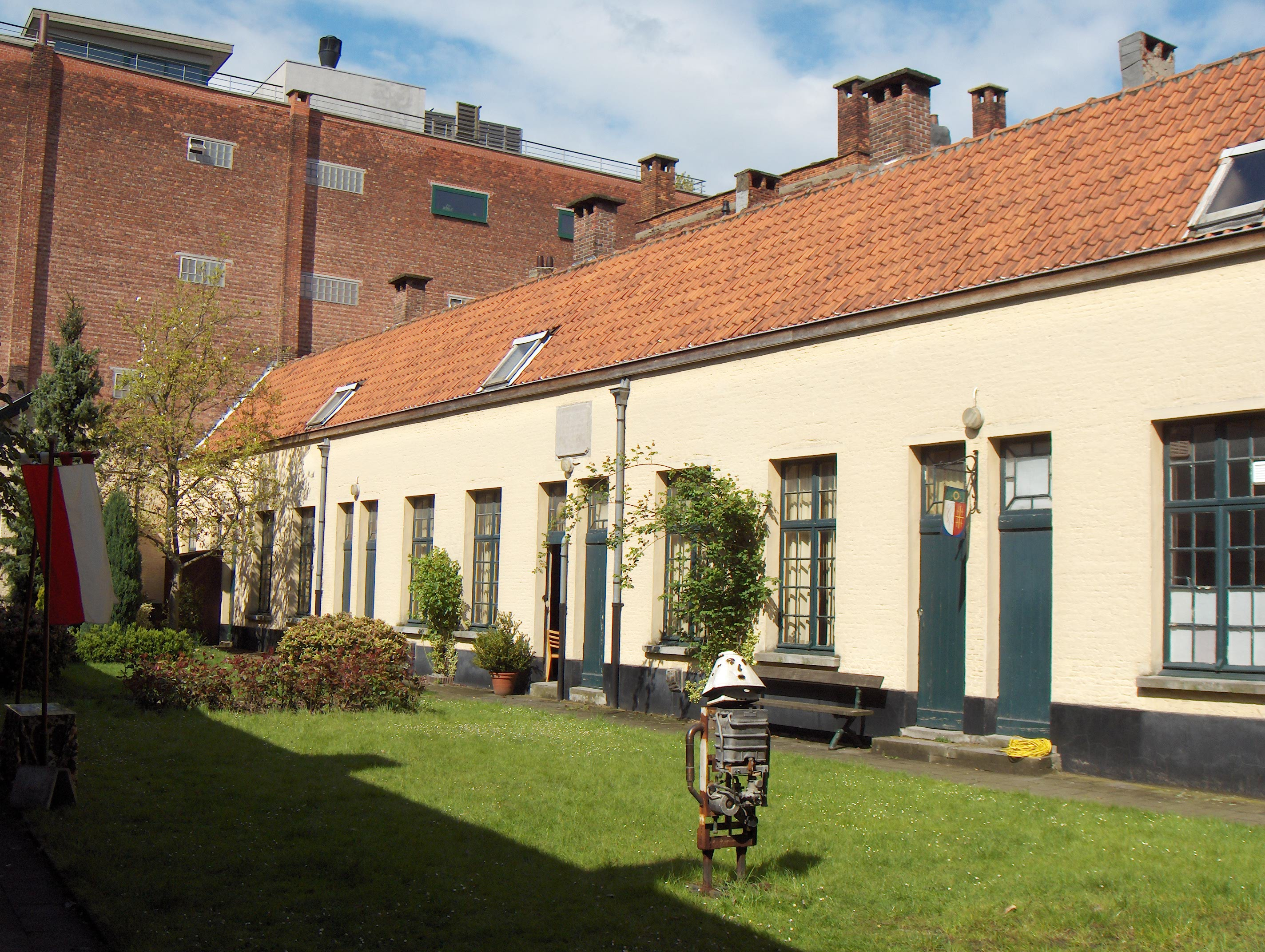
Godshuis Jan Van der Biest, Antwerpen

In verschillende Europese landen en ook binnen de Lage Landen verschilden de ontwikkelingen nogal van stad tot stad. In Antwerpen stonden de meeste godshuizen vanaf de 16e eeuw onder het beheer van de Aalmoezenierskamer. Men maakte onderscheid tussen de grote en de kleine godshuizen. Als grote godshuizen had men het Dulhuis of Zinnelozenhuis voor geesteszieken, het Vondelingenhuis voor vondelingen en tot slot het Maagdenhuis en het Knechtjeshuis voor respectievelijk weesmeisjes en -jongens.
De kleine godshuizen waren de talrijke stichtingen die bedoeld waren om aan een beperkt aantal onbemiddelde bejaarde vrouwen, mannen of gehuwde paren een huisvesting en een jaarlijkse toelage te verschaffen. In Nederland werden dergelijke stichtingen meestal aangeduid onder de benaming hofje. Het gaat daarbij om een klein gebouwencomplex, een reeks lage woningen, gegroepeerd rond een centraal grasplein met een centrale pomp. De toegang van het godshuis is een smalle gang die op de straat uitmondt en daarvan is afgesloten met een poortje, waarop een opschrift staat. Veel godshuizen hebben ook een kleine kapel en een afzonderlijk pomphuis waar de bewoners terechtkonden voor het wassen.
De godshuizen werden gesticht door burgers of door burgerlijke en godsdienstige gemeenschappen. Burgers beoogden natuurlijk het liefdadige doel op zich, maar hoopten met de stichting zich ook gunstig in het hiernamaals in te kopen. Vaak waren de bewoners verplicht om regelmatig te bidden voor het zielheil van de weldoende stichters. De opschriften verwijzen naar de intentie waarmee het godshuis werd opgericht, bv. Ter ere van de zeven Bloedstortingen, de zeven Weeën, of hier te zaaien om in het hemelrijk te maaien. Ook verenigingen stichtten godshuizen, zoals de smeden, de huidevetters, de droogscheerders en andere ambachten.

### Godshuizen in andere steden
Het ontstaan en de inrichting van godshuizen in andere Vlaamse steden, zoals Lier, Ieper of Gent, is vergelijkbaar met de hierboven beschreven situaties in Brugge en Antwerpen.
In de negentiende eeuw ontstond in de Oost-Vlaamse gemeente Sint-Laureins een monumentaal godshuis. In Leuven bestond er ruim drie eeuwen lang het godshuis van de Zevenslapers.